# Rudolf Weiss (Schriftsteller)
Rudolf Weiss, andere Schreibweise Rudolf Weiß (* 5. April 1920 in Eisenach; † 17. Dezember 1974 ebenda), war ein deutscher Schriftsteller.

## Leben
Weiss war der Sohn eines Postbeamten und einer Köchin. Er besuchte von 1926 bis 1934 die Volksschule, danach bis 1937 die Handelsschule in Eisenach. Nach einer Lehre bei der Sparkasse Eisenach war er bis 1940 dort angestellt und wurde dann zum Arbeitsdienst und anschließend zur Wehrmacht eingezogen. Als Soldat im Zweiten Weltkrieg wurde Weiss 1942/43 an der Ostfront schwer verwundet. Im Jahr 1944 trat er der NSDAP bei.
Nach seiner Genesung arbeitete er von 1944 bis 1949 wieder bei der Sparkasse Eisenach, zuletzt als Hauptbuchhalter. Danach war er beim Kulturbund der DDR angestellt. Im Jahr 1951 nahm er an einen „Lehrgang für junge Schriftsteller“ in Bad Saarow teil und begann 1951, als freier Autor zu arbeiten. Von 1954 bis 1955 war er Sekretär des Eisenacher Ortsverbands des Klubs der Intelligenz, bevor er 1955/56 am Literaturinstitut „Johannes R. Becher“ ein einjähriges Studium absolvierte. 1959 übernahm Weiss die Leitung des Zirkels Schreibender Arbeiter im Automobilwerk Eisenach, Bildungsreisen führten ihn in den 1960er Jahren nach China und Indien. Als künstlerischer Berater und Texter war er zuletzt freischaffend für das „Wartburg-Ensemble“ des Automobilwerkes tätig.
Für seine Erzählung „Der Dieb vom Alexandra-Dock“ wurde er mit der Verdienstmedaille der DDR ausgezeichnet.
Weiss war seit 1944 verheiratet mit Gerda, geb. Möller. Aus der Ehe gingen zwei Kinder hervor.

## Werk
Bereits vor dem Literaturstudium legte Weiss seine ersten Romane vor. In dem Werk „Und drüben singen sie“ verarbeitete er seine Kriegserlebnisse an der Ostfront. Der Roman „Es grünt die Saat“ widmet sich dem Aufbau der sozialistischen Landwirtschaft. Der weitaus größte Teil von Weiss’ schriftstellerischem Werk besteht jedoch aus Kinder- und Jugendbüchern. Nachdem sein erstes Jugendbuchmanuskript zu „Der Überfall auf das Waldlager“ vom Kinderbuchverlag Berlin noch abgelehnt worden war, bot er dieses anschließend dem gerade wieder zugelassenen Gebrüder Knabe Verlag in Weimar an. Das Buch wurde ein Erfolg und Weiss zu einem der meistverlegten Autoren des Knabe-Verlages.
Der umfangreiche Nachlass des Autors ist im Stadtarchiv Eisenach überliefert.

## Werke
- Zum Sterben geboren, 1949[4]
- Und drüben singen sie, Berlin 1952
- Der Überfall auf das Waldlager: Eine abenteuerliche Geschichte, Weimar 1953
- Das Geheimnis der schwimmenden Insel: Eine abenteuerliche Expedition, Weimar 1954
- Elf Jungen – ein Ball: Eine spannende Fussballgeschichte, Weimar 1955
- Es grünt die Saat, Berlin 1955
- Der rote Jim: Der Untergang der Dakota-Indianer, Weimar 1956
- Die Jagd nach der Zauberkiste: Eine geheimnisvolle Geschichte für Jungen und Mädchen, Weimar 1957
- Die letzte Fahrt der Bark Alexander: Abenteuerliche Erlebnisse des Schiffsjungen Sven Wulf, Weimar 1958
- Der Tyrann von San Cristobal: Menschenschicksal auf einer Insel am Äquator, Weimar 1959
- Auf grosser Fahrt: Mit dem Motor-Schiff Erfurt 25000 Seemeilen durch 3 Weltmeere, Weimar 1960
- Der Weg nach Floreana: Die weiteren Schicksale der Männer von San Christobal, Weimar 1960
- Kuriere für Bogota: Abenteuer am Rio Magdalena, Weimar 1962
- SOS – Feuer an Bord: Eine Seemannsgeschichte aus unseren Tagen, Weimar 1962
- Das Ei des Kolumbus: Ein geheimnisvolles Unternehmen von Anton, Franz und ihren Freunden, Weimar 1963
- Ein Mann ging von Bord, Berlin 1963
- Der Gefangene von der Santa Barbara: Die Entführung des Pedro Raimondo, Weimar 1965
- Der Fall Willi A: Ein gefährlicher Verdacht, Weimar 1966
- Schüsse in den Anden, Berlin 1966
- Der Dieb vom Alexandra-Dock: Eine Erzählung aus dem heutigen Indien, Weimar 1969
- Die Spur führt nach Bombay, Berlin 1969
- Der Tod fährt unter wilder Flagge, Weimar 1973
- Die Suche nach Ole Westergaard , Berlin 1973
- Reise im Zwielicht, mit Wolfgang S. Lange, Berlin 1978